# مونتالبان دي قرطبة (قرطبة)
بلدية مونتالبان دي قرطبة (بالإسبانية: Montalbán de Córdoba)‏، هي إحدى بلديات مقاطعة قرطبة إحدى مقاطعات إسبانيا، و التي تقع في منطقة الأندلس جنوب إسبانيا.
يبلغ عدد سكانها 4.646 نسمة وفقاً لإحصائية سنة (2007).